# Lister Tief (Schiff)
Die Lister Tief war ein deutscher Fischdampfer, der im Ersten Weltkrieg in der Kaiserlichen Marine als Vorpostenboot diente. Benannt war der Dampfer nach dem Lister Tief, einem Wasserweg zwischen den nordfriesischen Inseln Sylt und Röm. Er strandete zusammen mit vier anderen Vorpostenbooten im Januar 1918 auf Borkumriff, wobei sechs Besatzungsmitglieder ums Leben kamen.

## Geschichte
Offensichtlich wurde das Boot im Auftrag der Kaiserlichen Marine gebaut. Die Indienststellung erfolgte am 13. November 1916. Die Besatzungsstärke und Bewaffnung sind unbekannt. Der Dampfer diente in der Vorpostenflottille der Ems.
Am 5. Januar 1918 gegen 22:30 Uhr, liefen fünf Boote der Vorpostenflottille, Lister Tief, Senator Schäfer, Bürgermeister Pauli, Ella Ober und Johs. Thode, unter Führung von Leutnant zur See der Reserve Stein von Borkumreede aus, um das heimkehrende U-Boot UC 58 aufzunehmen. Zu diesem Zeitpunkt herrschte bereits starker Westwind und durch Regen bedingt schlechte Sicht. Am 6. Januar gegen 9:00 Uhr wurde UC 58 aufgenommen und mit ausgebrachtem Minensuchgerät begleitet. Vor Norderney wurde das U-Boot an das Vorpostenboot Roon übergeben und die fünf Boote der Ems-Flottille traten den Rückweg an.
Da kriegsbedingt weder Bojen, Leuchtfeuer noch Lotsen vorhanden waren, strandeten alle fünf Boote am 7. Januar gegen 1:00 Uhr aufgrund schweren Wetters und schlechter Sicht auf Borkumriff (Tonne W 6). Während die Ella Ober und die Johs. Thode nach kurzer Zeit wieder frei kamen, blieben die drei anderen Boote vorerst auf dem Riff. Gegen 5:00 Uhr morgens hatte sich das Wetter soweit beruhigt, dass ein Verlassen der Boote möglich war, als per Funktelegrafie ein Gegenbefehl eintraf, diese nicht zu verlassen, da der Versuch unternommen werden sollte, sie abzuschleppen.
Doch das wieder zunehmend schlechte Wetter machte Abschleppversuche unmöglich. Mehrere Versuche, mit dem noch rudergetriebenen Borkumer Rettungsboot Otto Hass der Deutschen Gesellschaft zur Rettung Schiffbrüchiger unter der Führung von Vormann Herman Akkerman an Bürgermeister Pauli heranzukommen, scheiterten. Die Borkumer Mannschaft weigerte sich schließlich, weitere Versuche zu unternehmen, da sie das Unternehmen für unmöglich hielt. Daraufhin übernahmen Marinemannschaften das Boot, scheiterten jedoch ebenfalls.
Schließlich kam die Senator Schäfer ebenfalls frei und konnte abgeschleppt werden. Die Lister Tief kam kurzfristig frei, strandete aber kurz darauf erneut. Der Versuch des Kommandanten, Obersteuermann der Reserve Most, ein Boot auszubringen, scheiterte. Das Boot zersplitterte und acht Mann sowie der Kommandant wurden in die See geschleudert. Es gelang mehreren Rettungsschiffen, unter anderem dem Torpedoboot T 28, 22 Mann zu retten, doch verstarben fünf der Geretteten an den Folgen der Unterkühlung.
In den Aufbauten der Lister Tief befanden sich nun noch vier Mann, die aufgrund des Seegangs, Schnee und Hagel nicht geborgen werden konnten. Am 8. Januar versuchte das Borkumer Rettungsboot, wieder mit Marinemannschaften besetzt, erneut einen Rettungsversuch, der ebenfalls scheiterte, da die Ruderkraft nicht ausreichte, die Brandung zu überwinden.
Daher wurde von deutscher Seite die niederländische Rettungsstation Rottum auf Rottumeroog um Hilfe gebeten. Die niederländische Regierung sagte Hilfe zu und entsandte das erst 1917 in Dienst gestellte Motorrettungsboot C. N. de Tex unter Führung des Inselvogts Hendrik Toxopeus. Den Niederländern gelang es, von Bürgermeister Pauli noch einen Mann abzubergen. Zum Dank wurde ihnen auf Borkum Suppe und Kognak spendiert.
Von der Lister Tief konnten 26 Besatzungsmitglieder abgeborgen werden, sechs Mann starben. Insgesamt kamen bei dem Unglück auf Borkumriff 21 Seeleute ums Leben. Der Versuch, das Wrack der Lister Tief zu bergen, scheiterte, so dass es später vor Ort abgebrochen wurde.

## Schwesterschiffe
Die Schwesterschiffe Kattegat, Skagerrak, Großadmiral von Tirpitz, Admiral von Capelle und Admiral Souchon wurden ebenfalls auf der Stettiner Oderwerft gebaut.